# Cabin Fever
Série
Cabin Fever: Spring Fever
(2009)
Pour plus de détails, voir Fiche technique et Distribution.
Cabin Fever, ou Fièvre noire au Québec, est un film d'horreur américain réalisé par Eli Roth, sorti en 2002.
Le film a eu droit à deux suites : Cabin Fever: Spring Fever réalisé en 2009 sans sortir en salles de cinéma, et Cabin Fever: Patient Zero, sorti directement en vidéo en 2012, ainsi qu'un remake, sorti en 2016.

## Synopsis
Trois garçons et deux filles louent une cabane dans la forêt pour y fêter la fin de leurs études. Ces amis veulent profiter des derniers jours de liberté avant d'entrer dans le monde du travail. Mais la fête tourne au cauchemar quand un ermite infecté par un mystérieux virus fait son apparition. Les cinq jeunes gens vont devoir faire face à ce terrible virus qui dévore les chairs de ses victimes. Le film aborde les thèmes de la maladie, la peur de la maladie et la détérioration de l'amitié lors de certaines épreuves.

## Fiche technique
- Titre original et français : Cabin fever
- Titre québécois : Fièvre noire
- Réalisation : Eli Roth
- Scénario : Eli Roth, Randy Pearlstein
- Photographie : Scott Kevan
- Musique : Nathan Barr et Angelo Badalamenti
- Production : Evan Astrowsky, Sam Froelich, Bruce Cowen
- Société de distribution : Lions Gate Film
- Budget : 1,2 million de dollars
- Pays d'origine : États-Unis
- Langue : anglais
- Format : Couleurs - 2,35:1 - Dolby - 35 mm
- Genre : Horreur
- Durée : 94 minutes
- Dates de sortie : 
  -  France : 25 août 2004
  -  Canada : 14 septembre 2002
- Film interdit aux moins de 16 ans lors de sa sortie en France.

## Distribution
- Rider Strong (VF : Emmanuel Garijo ; VQ : Guillaume Champoux) : Paul
- James DeBello (VF : Christophe Lemoine ; VQ : Tristan Harvey) : Bert
- Jordan Ladd  (VF : Marie-Eugénie Maréchal ; VQ : Camille Cyr-Desmarais) : Karen
- Cerina Vincent (VF : Barbara Kelsch ; VQ : Nadia Paradis) : Marcy
- Joey Kern (VF : Guillaume Lebon ; VQ : Sébastien Delorme) : Jeff
- Giuseppe Andrews  (VF: Vincent Barazzoni ; VQ : Jean-François Beaupré)  : Shérif Adjoint Winston Olsen
- Hal Courtney (VF : Michel Dodane ; VQ : Stéphane Rivard) : Tommy
- Robert Harris (VF : Philippe Ariotti ; VQ : Hubert Gagnon) : Caldwell
- Matthew Helms : Dennis
- Arie Verveen : Henry, l'hermite
- Tim Parati : Andy
- Richard Boone : Fenster
- Eli Roth (VQ : Hugolin Chevrette) : Justin/Grim (sous le nom de David Kaufbird)

## À noter
- Eli Roth a été inspiré pour ce film par une maladie génétique de la peau, le Psoriasis, dont il est lui-même atteint ; la première fois que la maladie s'est manifestée, sa peau était fissurée et saignait tellement qu'il ne pouvait pas marcher ou porter des vêtements[2].
- Eli Roth apparaît dans le film, il joue le rôle de celui qui propose de fumer de l'herbe.
- Adam J Roth, le frère d'Eli Roth, apparaît durant l'histoire racontée par Paul.

## Faux raccords
- Au début du film, lorsque Bert sort du magasin et qu'il a volé des caramels, on peut voir sur son oreille une cigarette qui sur le plan suivant disparaît.
- À la 21e minute, après l'histoire autour du feu, le chasseur d'écureuils tient un bâton dont il fait chauffer la nourriture qui se trouve au bout. Sur le plan suivant, il n'a plus le bâton dans les mains.